# Karl Heinz Jakob
Karl Heinz Jakob (* 15. August 1929 in Zwickau; † 2. März 1997 in Zwickau-Weißenborn) war ein deutscher Maler, Zeichner und Grafiker.

## Biografie
Karl Heinz Jakob besuchte bis 1948 in Zwickau die Gerhart-Hauptmann-Oberschule und machte das Abitur. Dem folgten drei Jahre Volontariat beim Architekten Kurt Ludwig. Ab 1949 besucht er Abend-Zeichenkurse an der Mal- und Zeichenschule Zwickau bei Carl Michel und Karlheinz Schuster. Von 1951 bis 1955 studierte er an der Hochschule für Bildende Künste Dresden bei Erich Fraaß, Wilhelm Lachnit und Rudolf Bergander. Danach arbeitet er freischaffend in Zwickau.
Ab 1958 erfolgten unter dem Motto „Kunst hilft Kohle“ Studieneinsätze von Künstlern in Regionen des Bergbaus und der kohleverarbeitenden Industrie der DDR. Karl Heinz Jakob nahm dabei in einer Künstlerbrigade mit dreizehn Künstlern, darunter Erhard Zierold (1920–2005), Paul Schmidt-Roller, Erika und Edgar Klier, Käte Walther und Erik Winnertz, an Produktions- und Porträtstudien von Bergarbeitern des VEB Steinkohlenwerks Martin Hoop in Zwickau teil. Ziel war vor allem, die Werktätigen in der Produktion ganz im Sinn des Sozialistischen Realismus darzustellen. 1961 schloss die Werkleitung des Steinkohlenwerks mit Jakob einen Werkvertrag. Darin war festgelegt, dass er die fachliche Anleitung eines Mal- und Schnitzzirkels im Betrieb übernimmt, regelmäßig seine Werke mit den Kumpeln berät und am Leben der Brigade der sozialistischen Arbeit Nier teilnimmt. Der Betrieb verpflichtete sich, zur finanziellen Sicherheit Jacobs beizutragen. Es war einer der ersten derartigen Verträge im Bezirk Karl-Marx-Stadt. Der 1972 aufgestellte Gedenkstein für Martin Hoop geht auf die Entwürfe der Mitglieder des Zirkels zurück, der sich unter der Leitung Jakobs’ zu einem der profiliertesten Volkskunstkollektive der DDR entwickelt hatte. 1968 wurde Jacob Leiter des Förderstudios Malerei beim Zwickauer Stadtkabinett Kulturarbeit in der Galerie am Domhof für fast 30 Jahre. Von 1983 bis 1986 war er Honorardozent an der Fachschule für angewandte Kunst Schneeberg. Einer seiner Schüler war der Bildhauer Hans-Georg Wagner.
Jakob hatte in der DDR und im Ausland eine bedeutende Zahl von Einzelausstellungen und Ausstellungsbeteiligungen, u. a. von 1953 bis 1988 an sieben Deutschen Kunstausstellungen bzw. Kunstausstellungen der DDR in Dresden.
Für seine Leistungen erhielt er als einziger Künstler den Max-Pechstein-Preis zwei Mal.
Seine Enkelin ist die Installationskünstlerin Henrike Naumann, die sich über den Nachlass von Jakob in ihren Installationen ab 2018 verstärkt mit dem künstlerischen Erbe ihres Großvaters auseinandersetzte und seine Bilder in ihre Installationen integrierte.

## Mitgliedschaften
- 1954 bis 1990: Verband Bildender Künstler der DDR
- 1990 bis 1997: Sächsischer Künstlerbund/Chemnitzer Künstlerbund im Bundesverband Bildender Künstler.

## Darstellung Jakobs in der bildenden Kunst der DDR
Der Zwickauer Bildhauer Berthold Dietz schuf eine Büste von Jakob, die Bronzeplastik entstand etwa 1963. In der Literatur wird die Büste fälschlich dem Dresdner Bildhauer Reinhard Dietrich zugeschrieben.

## Œuvre
Karl Heinz Jakobs Bilder und Grafiken befassten sich zum großen Teil mit Menschen aus dem Arbeitsalltag. Seine Formensprache war eine körperbetonte in der Art des sozialistischen Realismus. Zeit seines Lebens blieb er dem Zwickauer Steinkohlenrevier und der schweren Arbeit unter Tage verbunden. Erste Arbeiten zum Sujet entstanden mit Beginn der 1950er Jahre und wurden bis zum Ende des Reviers Mitte der 1970er Jahre in immer neuen Bildern umgesetzt. Von mehreren Auslandsstudienreisen, u. a. nach Kuba (1961), in die Bundesrepublik (1965, Hamburg), in die Sowjetunion (1966 nach Moskau und Leningrad, 1968 nach Ostsibirien mit Klaus Matthäi, 1978 nach Mittelasien, 1982 Kaukasusregion, 1987 Leningrad und Murmansk), in die ČSSR (1965), Bulgarien (1973), nach Polen (1980) und in die Türkei (1993, Istanbul) brachte er stets neue Ideen mit, die sein Schaffen weiter beeinflussten.
In den frühen 1950er bis in die 1960er Jahre war die Malerei der wichtige Teil seiner künstlerischen Darstellungen. Später wurden Zeichnungen und Grafiken zum Mittelpunkt seines Schaffens.

„War in den frühen Jahren die Malerei ein wichtiger Teil seines Schaffens, so wurde später das Zeichnen für ihn zum Lebensinhalt. Dabei entwickelte er eine Meisterschaft, die ihresgleichen sucht.
Die ganze Palette des menschlichen Lebens, von der Geburt bis zum Tod, bildete den Schwerpunkt seiner Arbeiten. Dabei war er schonungslos, sich selbst und dem Betrachter gegenüber. Karl Heinz Jakob war ein stiller Mensch, seine Werke aber zeugen von seinem Bedürfnis, den wahren Menschen zu zeigen, ehrlich und ungeschönt. Dort, wo andere viele Worte brauchten, benötigte er nur wenige Striche.“

2009 kennzeichnet ihn Siegfried Wagner, damaliger Vorsitzender des Kunstvereins Zwickau e. V., zur Ausstellungseröffnung in den Fluren der Zwickauer Stadtverwaltung wie folgt:

„Karl Heinz Jakob hat mit seinem Werk unmissverständlich Zeichen gesetzt. Innere Größe und suggestive Stille bestimmen sein Schaffen, das mit farbigen und graphischen Arbeiten vor allem zur Bergbauthematik beginnt, sich aber zunehmend dem Menschen in seiner hinfälligen Geborgenheit zuwendet und alle Facetten menschlicher Existenz sichtbar macht. Ganz besonders in seinen Zeichnungen der letzten zwei Lebensjahrzehnte gelangt er zu einer Meisterschaft, die sich in aller Stille herausbildet. Karl Heinz Jakob hat sich dem Menschen ausgeliefert, seinem Leben, seinem Leid, seinem Sterben. Aus einem Fundus von Tausenden von Skizzen, Notaten, ja nur ‚hingeschriebenen‘ Gedankenlinien entwickelt er die bewegenden, leidvoll-erhabenen Blätter großer Zeichenkunst, an denen er sich regelrecht verzehrt. ‚Ich bin die Summe meiner Figuren‘, bekennt er in einer Notiz aus seinem Nachlass. Karl Heinz Jakob hat das Mensch-Sein in seinen Handzeichnungen behütet und bewahrt mit tiefer Hingabe, mit verzweifelter Kraft, mit einem unerbittlichen Anspruch an sich selbst. Er hinterlässt uns sein Credo: ‚Ich habe keine spektakulären Ideen und keine ausgefallenen neuen Formen - ich bin auf der Suche nach humaner Existenz - Schrei nach Menschlichkeit in unserer Welt.‘“

## Ehrungen
- 1954 und 1985: Max-Pechstein-Preis der Stadt Zwickau
- 1956/1957/1964: Kunstpreis des Bezirkes Karl-Marx-Stadt
- 1961/1964/1970: Kunstpreis des FDGB
- 1972: Kunstpreis der DDR
- 1973: Ehrenpreis der DSF
- 1974: Vaterländischer Verdienstorden in Gold[6]
- 1991: Ernennung zum Ehrenmitglied des Kunstvereins Zwickau e. V.

## Ausstellungen (unvollständig)

### Einzelausstellungen
- 1960: Freiberg
- 1964: Karl-Marx-Stadt, Museum am Theaterplatz: Karl Heinz Jakob, Zwickau: Ölgemälde, Aquarelle, Zeichnungen
- 1965: Erfurt, Angermuseum
- 1967: Dresden, im Glockenspielpavillon des Zwinger: Ausstellung des Verbandes Bildender Künstler Deutschlands, Bezirksvorstand Dresden
- 1968: Altenburg, Lindenaumuseum
- 1972: Leipzig, Wort und Werk
- 1973: Karl-Marx-Stadt, Galerie oben (Eröffnungsausstellung der Galerie), Ausstellung im Agricola-Haus
- 1981: Adelsberg, Galerie Clara Mosch[6]
- 1989: Zwickau, Galerie am Domhof: Karl Heinz Jakob: eine Entwicklung zum bekennenden Gestus[12]
- 1989: Karl-Marx-Stadt, Galerie oben[12]
- 1999: Zwickau, Galerie am Domhof: Karl Heinz Jakob: Malerei und Grafik
- 2023: Zwickau, Galerie am Domhof: Karl Heinz Jakob. Rückblick auf ein Lebenswerk

### Beteiligung an Ausstellungen nach der deutschen Wiedervereinigung
- 2016: Werdau, Galerie im Verwaltungszentrum Werdau des Landkreises Zwickau, Königswalder Straße 18: Bilder aus der Kunstsammlung des Landkreises Zwickau[13]
- 2017: Neue Sächsische Galerie Chemnitz: gezeichnet. Sammlungspräsentation 2017 Sächsische Kunst nach '45,[14]
- 2020: Zwickau, Kunstsammlungen Zwickau, Industrie in Bildern, Sonderausstellung zu historischen Industrieansichten und -darstellungen der Region, mit Werken von Johannes Dinter, Albert Schwarz, Edgar Klier, Karl Heinz Jakob, Max Pechstein und Heinz Fleischer.[15]
- 2024: Die gespaltene Generation, Neue Sächsische Galerie, Chemnitz[16]

## Werkbeispiele
- Dreifacher Aktivist Arthur Kraus, Zwickauer Maschinenfabrik (1952/1953), III. Kunstausstellung der Deutschen Demokratischen Republik in Dresden, Verbleib unbekannt[17]
- Selbstbildnis (1954, Öl, 33 × 39 cm)[18]
- Zwickauer Kumpel (1960, Öl, 120 × 90 cm)[19]
- Kubanische Straßenszene (nach 1961), zwei Aquarelle zum Sujet, Städtisches Museum Zwickau
- Ölgemälde Konzerteinführung (vor 1962), V. Kunstausstellung der Deutschen Demokratischen Republik, Verbleib unbekannt[20]
- Ölgemälde Helmut Schürer (1964), Verbleib unbekannt[21]
- Ölbildnis Zwickauer Bergarbeiter (1971), VII. Kunstausstellung der DDR in Dresden, Verbleib unbekannt[22] (Von diesem Werk hat der Künstler mehrere Fassungen erarbeitet.)
- Ölgemälde Kubanische Straßenmusikanten (um 1970), Museum Junge Kunst Frankfurt (Oder) (Galerie-Nr. 301)[23]
- Ölgemälde in Mischtechnik Genesender (1981), IX. Kunstausstellung der DDR in Dresden, Privatsammlung[24]
- Ölgemälde Schichtwechsel (1982), Bergbaumuseum Oelsnitz (Erzgebirge)[25]
- Am Schwanenteich (um 1983), drei Aquarelle zum Sujet, Städtisches Museum Zwickau
- Zwickauer Stadtansicht (um 1983), zwei Aquarelle zum Sujet, Städtisches Museum Zwickau

Seine Werke befinden sich in vielen privaten Sammlungen Sachsens, in den Kunstsammlungen Zwickau, im Museum Junge Kunst in Frankfurt (Oder), in der Berliner Nationalgalerie, den Städtischen Museen Chemnitz, im Lindenau-Museum der Stadt Altenburg, im Besitz der Hochschule für Bildende Künste Dresden und in vielen anderen Museen.